# 朝鲜中央通讯社
朝鲜中央通讯社（朝鲜语：／）中文簡稱朝中社，是朝鲜民主主义人民共和国的國營通讯社，於1946年12月5日成立，總部位於平壤，在中国大陸、香港、俄羅斯、古巴、印度、伊朗、埃及均有分社。
朝中社常年发行《朝鲜中央年鉴》與《国际常识》等刊物。但《国际常识》已于1998年停刊。《朝鲜中央年鉴》是收集和整理朝鲜中央通讯社当年报道的新闻汇编类书籍，自1948年起开始出版。除使用朝鲜文化语外，朝中社还使用英语、俄语、西班牙语、日语和汉语发布部分新闻稿。

## 概述
朝中社總部位於朝鮮首都平壤市普通江區，且在朝鮮其他位址設有分社。。朝中社亦與46家朝鮮境外的通訊社簽署過新聞交換協議許可，包括南韓的韓國聯合通訊社。雖說如此，然而對於朝中社而言，最親密的姊妹通訊社是俄羅斯塔斯社和中國新華社。該社在朝鮮境外的6個國家均設有通訊員和辦事處，包括前文提及的俄羅斯和中國。而該社的境外通訊員在俄羅斯、中國、古巴、伊朗、印度和埃及均有分布。路透社和美聯社與朝中社均有合作關係，美聯社在平壤亦設有常駐分社。朝中社的記者在正式任職之前會前往朝鮮境外的BBC和路透社接受培訓。
據朝中社網站所言，其「以朝鮮勞動黨和朝鮮民主主義人民共和國的立場報導新聞」。金正日在1964年6月首次以官方身份前往訪問朝中社總部，並強調朝中社應該「在世界範圍內將朝鮮領導者（金日成）的革命意識形態廣爲傳播」。雖然朝中社一直銘記著金正日的教誨，然而有時候朝中社亦會成爲瞭解朝鮮真實狀況的一扇窗戶。
1964年6月12號，在朝中社官員的一次談話中，有對朝中社的職責進行簡要概述：
| “ | 爲使本社成爲我們黨強大的思想武器，必須堅持按照偉大領袖金日成的思想與信念提供新聞報導服務，全體成員在新聞工作當中需要矢志不渝地以主體思想爲指導思想，充分展現我們黨黨員的風采、工人階級的精神以及為全體民衆奉獻服務的意願。對於每一篇尚未發出的新聞稿，必須再三進行校驗。因爲稿件當中的每一句話，都代表著我們的黨以及我們偉大共和國政府的立場。 | ” |

正因如此，在朝鮮執政黨即朝鮮勞動黨所制定的意識形態宣傳報導、宣傳鼓動工作的原則和方針下，朝中社一般是「報喜不報憂」——一方面可以鼓勵朝鮮民衆，另一方面也有助於朝鮮在國際上樹立正面形象。即便如此，有時候朝中社也會承認朝鮮境內的糧食短缺問題。同時，當北韓出現嚴重公共安全事故的時候朝中社亦會予以報導，例如龍川列車爆炸事件，朝中社在事故發生兩日之後進行報導，並承認事件的真實性。
自1982年以來，朝中社即爲亞太通訊社組織成員，現有雇員800人，社長為金炳鎬。

## 地位
朝中社是朝鲜国内唯一正式的通讯社，为其境内所有報紙、广播电台、电视台提供新闻来源。和前苏联的塔斯社一样，朝鲜国内的新闻动态由通过朝中社向外发布。朝中社是朝鮮中央廣播委員會的下屬部門，實際上完全由朝鮮勞動黨和朝鮮勞動黨中央委員會宣傳鼓動部所控制，是朝鮮勞動黨和朝鲜民主主义人民共和国政府的喉舌。
朝中社自1996年12月開始經由位於日本東京的《朝鲜通信》（日語：朝鮮通信社）網站來發布新聞報導，《朝鲜通信》是朝中社在海外開設的網路電子報刊。伺服器位於日本，有朝鮮語、英語兩種語言。由旅日朝鲜人总联合会负责运营。《朝鮮通信》並非朝鮮中央通訊社的官方網站，但在2010年10月朝中社官網開通之前，《朝鮮通信》網站（www.kcna.co.jp）於效用層面實際承擔朝中社在互聯網上宣傳報導的職能。
朝中社不僅使用朝鮮文化語發布新聞內容，同時也會使用英文、俄文、中文、日文和西班牙文發布部分內容。同時，作爲一家新聞通訊社，朝中社也會於每年新年伊始發布新年祝詞以及新年社論。

## 新闻内容
朝中社的新闻一般包括以下内容：
- 報導朝鮮政府舉辦的各類文化活動和出席政要；[19]
- 朝鲜永恒领袖金日成、金正日的革命事蹟和政績；[20]
- 最高領導者金正恩关于各种国际、国内事件的看法和指示；[21]
- 簡要概述朝中社當日的主要報導，以及提及其他北韓媒體例如勞動新聞與民主朝鮮頭版與主要文章；[22][23]
- 北韓的各種「出於保衛我國利益之需要」的軍事進展，而核武進展一般會被重點報導；[24][25]
- 宣傳朝鮮民眾對於永恆領袖金日成、金正日的愛戴，[26]此類宣傳可以細化到永恆領袖的日常活動抑或是朝鮮境外的親朝友好組織的讚揚；[27]
- 譴責美国、日本以及南朝鮮（韩国）针对朝鲜的敌对活动，尤其是军事活动。[28]其他方面諸如歷史事件紀念、貿易往來以及軍事合作等方面也會予以譴責。[29]且將北韓疫情爆發的原因歸咎於南韓。[30]有時候甚至會針對上述國家的領導人進行人身攻擊；[31]
- 各友好国家，例如中華人民共和國、俄罗斯、古巴、巴基斯坦，與国际友人，例如西哈努克亲王在朝鲜的访问活动以及北韓當局接收的賀電與祝詞；[32][33]
- 北韓最高領導人在得知友好國家的前最高領導人逝世之後所發送的唁電內容；[34]
- 朝鮮的科技進步成果，例如開發出全新保鮮金正日花的技術和成功研發新品農藥；[35]
- 就朝鮮與日本之間存在巨大爭議的議題，如二戰[36]和慰安婦[37]表達北韓官方立場；
- 朝鮮以外的國家對於朝鮮慶祝永恆領袖誕辰日的看法；[38]
- 簡要概述疫情動態、防控策略與未來防疫方向；[39]
- 提及北韓境外的組織和機構也「在積極學習主體思想」，比如朝中社在2011年6月12號的時候刊發的一篇「6月4日巴西主體思想研究中心正式成立儀式於聖保羅大學舉行」報導。[40]

## 編者措辭
朝中社的新聞工作者會以「叛徒」、「戰爭販子」和「人渣」等措辭來稱呼與北韓敵對的政權（尤其是南韓和美國）、組織和個人。而對於描述金日成、金正日和金正恩，則以「出類拔萃的智慧」、「獨一無二的能力」和「高風亮節的品格」來稱呼。
而在書面新聞稿方面，朝中社和北韓的其他媒體一樣，遵守北韓法律將北韓最高領導人的姓名放大加粗以示尊敬。

## 社論

### 聯合新年社論
自北韓政權建立者金日成於1994年去世之後起，北韓三大報紙《勞動新聞》《朝鮮人民軍》《青年前衛》和朝中社，會於每年新年伊始同步對外發表新年社論。社論主要會簡要概述北韓新出台的政策，為北韓的最高領導人、北韓政權和先軍政治唱讚歌，以及表達對北韓未來的憧憬與向往。同時，社論亦會對包括南韓、日本、美國及其他西方國家等與北韓立場相左的政府所祭出的政策進行批評，且經常提到兩韓統一。
也正因北韓媒體發表新年社論已經逐漸形成一個慣例，因此包括朝中社在內的北韓媒體在每年發布的新年社論時，會在一定程度上引起西方媒體的關注。譬如在2006年的新年社論當中，朝中社敦促美軍從南韓撤出，並在北韓境內發起「全民一齊驅逐美軍」的運動。而2009年的新年社論也有引起西方媒體的關注，當時的社論並沒有按照往年的慣例，對美國的政策予以批評，且承認北韓境內存在糧食短缺問題。社論亦提及朝鮮半島的無核化，分析人士指出這是一個「有希望的」跡象。而在2010年的新年社論當中這樣的呼籲再次得到驗證，社論不僅提及希望朝鮮半島無核化的願景，同時也希望可以結束對美國的敵對狀態。
而在2011年發表的社論當中，北韓官方不僅提到「無核化」和「緩和與南韓之間的關係」，同時也提到「大力發展北韓輕工業」和「解決國內糧食問題」。雖然外界普遍認爲這是北韓向南韓伸出橄欖枝，但鑒於2010年發生的天安艦事件和延坪島炮擊事件，南韓方面表示：有和談的希望，但是僅憑南韓單方面的改變無濟於事。
聯合新年社論總共發表19次，始於1995年，止於2013年金正恩通過朝鮮中央電視台發表新年講話。

### 批評中國社論
2017年5月3號，朝中社發表署名金哲，標題爲《不要再做乱砍朝中關係支柱的貿然言行》社論，駁斥中國的《人民日報》和《環球時報》先前批評北韓核武和呼籲朝鮮放棄核武的社論，聲稱北韓已經是最強的核國家，並強調中國需要爲此種妄舉承擔嚴重後果。基於中國與朝鮮的關係，雖說朝鮮之前也批評過中國，但是朝鮮先前均沒有公開點名批評。這是北韓官方媒體罕見的，也是朝中社第一次公開點名批評中國。並且，朝中社發表社論的批評語氣之強硬程度，也使得有媒體猜測中國與朝鮮之間先前的友好往來是否已經走到盡頭。
翌日《人民日報》發布社論反擊，稱「朝中社的批評很無理」。而《環球時報》發表的社論則認爲，擁有核武的朝鮮政權已經走進一種非理智的狀態，且點出平壤未能理解中國之「國際利益」含義以及低估北韓先前進行的核試驗對於中國東北地區污染的嚴重程度。中國外交部發言人耿爽在次日的例行記者會也表示：中國在朝鮮半島無核化議題的立場，發展中國與朝鮮之間的友好關係的願景未曾改變，並且中國擁有維護半島和平穩定的意願以及通過對話協商的渠道。

## 爭議

### 盜圖發稿
由於朝鮮中央通訊社在報導南北共同聯絡鐵公路炸毀事件時疑似使用韓聯社發表來自聯合參謀本部的影片截圖，且韓軍監視設備有捕捉到朝鮮人民軍向京義綫公路爆破現場派出攝影人員，但東海綫公路爆破現場未現拍攝人員，故韓聯社後來推測北韓當局延後公布消息與為「收拾殘局」而擅自使用南韓方照片報導的意見。金與正透過朝鮮中央通訊社發表談話並對韓聯社的推測作出回應，表示北韓是沒辦法用那個角度拍攝，並指從構圖與直觀方面好看以及符合北韓的意圖便使用，且在談話中稱南韓政府對「我们采取爆破措施到底意味着什么、有多么严重的安保危机迫在眉睫，事态的真意扔到哪儿」答非所問。統一部副發言人金仁愛在例行記者會回應金與正意外的提起此事時補充道「北韓政府就是在未經許可也未標記來源的情況下使用」，指南韓媒體援引北韓攝製照片時，甚至都有透過日本仲介支付費用，且稱北韓自認國內自用無版權問題，但明明同為《伯恩公約》的簽署國應負起相對應責任。南韓國防部對此則指，金與正此言行顯現出北韓政府體制失控，政府高層連這種瑣事都親自管理，並認為「使用南韓照片應是掩護沒有拍照或拍錯照片的軍部而做出的發言」。

### 文章刪除
原朝鮮勞動黨中央行政部部長張成澤被清洗之後，朝中社開始在其官網頁面執行大規模的文章刪除行爲。據悉被刪除的朝鮮文原文報道高達3.5萬篇，倘若計入翻譯至其他語言的內容，共計有10萬篇文章報道因爲此次事件而被從朝中社官網移除。排除被移除的文章，其他曾經提及張成澤的文章也被改動，以達成記錄抹煞的目的。所有被刪除的文章並非都直接提及張成澤，那些間接提及張成澤的文章也難逃被刪除的命運。
金正恩於2023年12月召開朝鮮勞動黨第八次中央委員會第九次全體會議宣佈“没有可能和平统一”並將大韓民國列爲「朝鮮民主主義人民共和國」最敵對國家之後，朝中社亦開始對原先與「統一」、「同族」、「和解」關聯的文章予以刪除。韓聯社評價朝中社的此次刪除文章行爲是「大舉刪除」，根據韓聯社的報道，朝中社在此次意識形態轉變過程當中刪除的文章包括2024年1月2號金與正的講話發表與2023年12月朝鮮勞動黨第八次中央委員會第九次全體會議擴大會議的報道。

## 南韓封鎖
自2004年起，廣播通信審議委員會對朝中社網站，包括朝中社前身伺服器設在日本的朝鮮通信網站也進行封鎖，因此在大韓民國除非取得韓國政府的特別許可，否則將無法訪問朝中社網站。